# Medasina albidentata
Medasina albidentata är en fjärilsart som beskrevs av Moore 1867. Medasina albidentata ingår i släktet Medasina och familjen mätare. Inga underarter finns listade i Catalogue of Life.